# Flughafen Semporna

i8
i11
i13
Der Flughafen Semporna (englisch Semporna Airport, IATA-Code: SMM, ICAO-Code: WBKA) ist ein Flugplatz nahe der Stadt Semporna, im malaysischen Bundesstaat Sabah auf der Insel Borneo.

## Ausstattung
Der Flugplatz besteht aus einer kurzen Schotterpiste von 609 Metern Länge. Er kann nur von kleinen Maschinen angeflogen werden. Öffentlicher Flugverkehr findet nicht statt. Der Flugplatz wird privat betrieben.

## Weitere Bilder

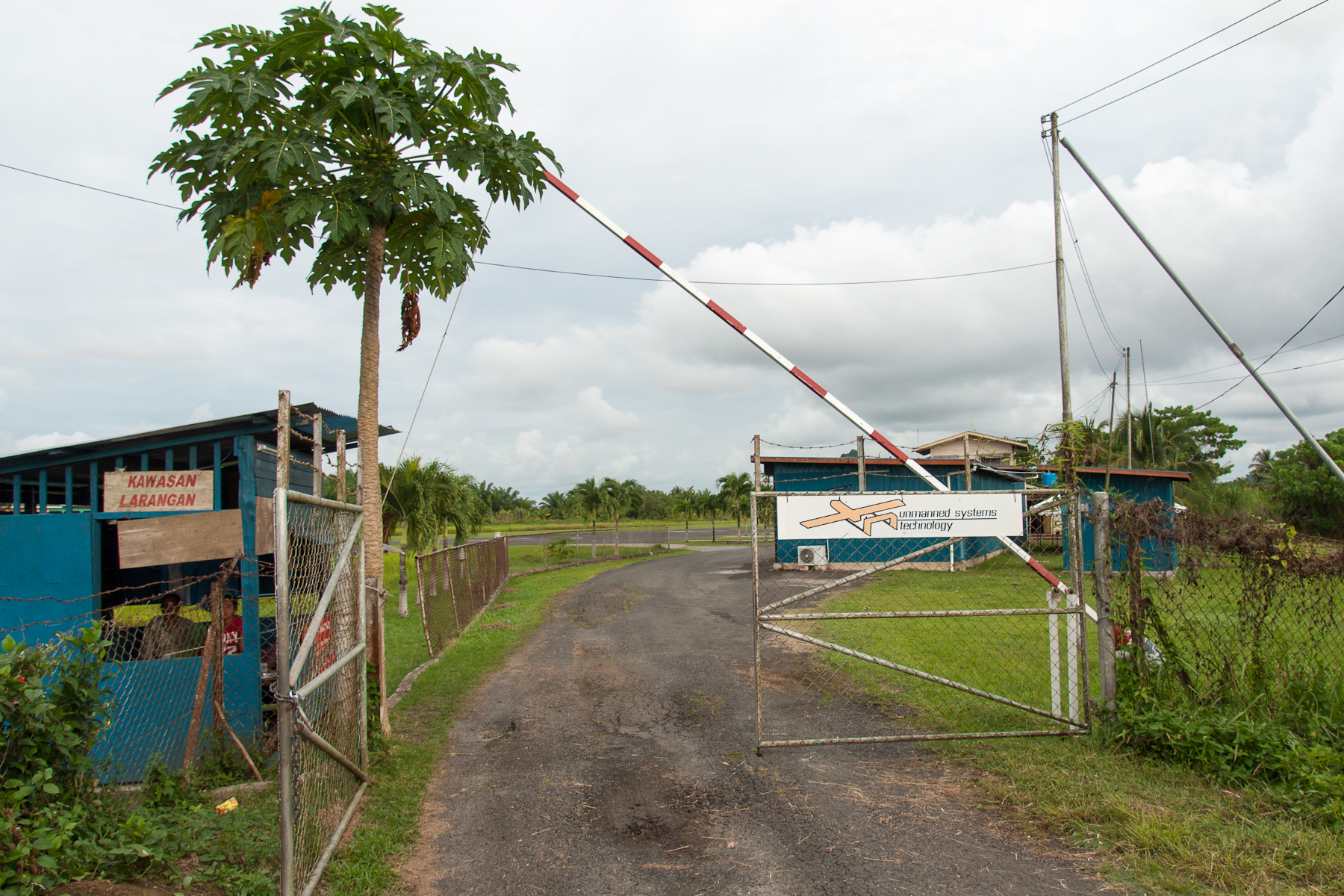
Zufahrt zum Flugplatz
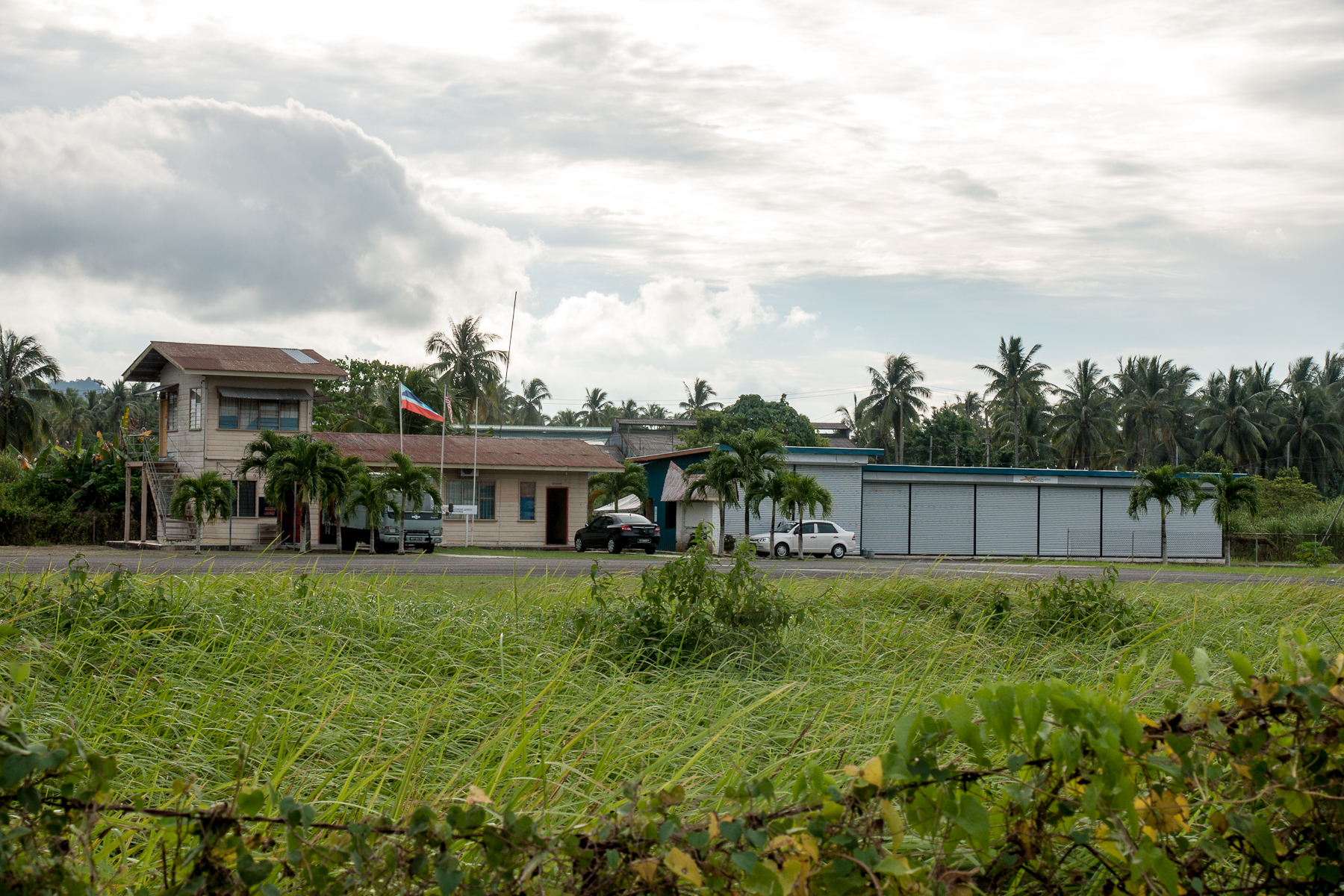
Abfertigungsgebäude und Kontrollturm